# Heliconius clytie
Heliconius clytie är en fjärilsart som beskrevs av Heinrich Neustetter 1927. Heliconius clytie ingår i släktet Heliconius och familjen praktfjärilar. Inga underarter finns listade i Catalogue of Life.